# Förlagsnätverket
Förlagsnätverket, tidigare De oberoende, är en sammanslutning av svenska bokförlag, bildad 2010.

## Bakgrund
Sammanslutningen bildades 2010 och kallade sig då De oberoende. Syftet var att hävda medlemmarnas särskilda betydelse och stärka deras ställning på bokmarknaden genom att delta i den offentliga diskussionen och genomföra gemensamma aktiviteter.
Sammanslutningen utgjordes år 2013 av elva förlag utanför de stora grupperna (Bonnierförlagen, Norstedts förlagsgrupp och Natur & Kultur): bokförlagen Alfabeta, Atlantis, Atlas, Brombergs, En bok för alla, Ersatz, Historiska Media, Leopard förlag, Lind & Co, Ordfront och Weyler förlag. De Oberoende AB var fram till 2015 delägare i e-bokhandeln Bokon.
Efter flera års uppehåll återkom sammanslutningen 2022 och hade då bytt namn till Förlagsnätverket.